# Karl Johansson (botaniker)
Karl Johansson, född 1 maj 1856 i Öggestorps socken, död 20 september 1928 i Stockholm, var en svensk botaniker.
Karl Johansson var son till hemmansägaren Johan Andersson. Han studerade vid Jönköpings högre allmänna läroverk där hans intresse för botaniken väcktes av läraren Johan Emanuel Zetterstedt. Efter mogenhetsexamen i Jönköping 1875 blev han student vid Uppsala universitet där Thore M. Fries undervisade. Han avlade filosofie kandidatexamen 1879, men ekonomiska svårigheter hindrade hans fortsatta studier. Istället kom han att arbeta som extra lärare vid Visby högre allmänna läroverk 1879–1880, vikarierande lektor vid Hudiksvalls högre allmänna läroverk 1881–1883 och vikarierande adjunkt vid Karlskrona högre allmänna läroverk 1883–1884. Johansson var 1884–1921 adjunkt i matematik, naturlära och modersmålet vid Visby högre allmänna läroverk, från 1916 var han tjänstledig från denna tjänst. Under sitt arbete som lärare fortsatte han att arbeta med botaniken. Från 1880-talet intresserade han sig främst för Gotlands fanerogamer. Hans arbete med dessa gjorde honom 1907 till filosofie hedersdoktor vid Uppsala universitet. Han kom senare att ägna sig åt hökfibblorna. Åren 1895–1916 gjorde han även noggranna observationer av blomning och lövsprickning i Visby. År 1916 flyttade Karl Johansson från Visby till Norrköping, och kom då helt att ägna sig åt studier av fibblor. År 1922 flyttade han till Stockholm för att komma närmare Naturhistoriska riksmuseets herbariesamlingar. Karl Johansson är begraven på Rogberga kyrkogård.